# Rafael Benítez
Rafael Benítez Maudes, detto Rafa (Madrid, 16 aprile 1960), è un allenatore di calcio ed ex calciatore spagnolo, di ruolo difensore o centrocampista.
È stato il quarto allenatore a vincere la Coppa UEFA/Europa League per due volte e il secondo a riuscirci con due squadre diverse, dopo Giovanni Trapattoni e prima di Unai Emery. È inoltre l'unico allenatore ad aver vinto la Coppa UEFA e la Champions League in due stagioni consecutive con due squadre differenti. Ha costruito la sua fama come "re di coppe": ha nel suo palmarès tredici titoli (5 internazionali), conquistati in tre paesi diversi (Spagna, Inghilterra e Italia) e alla guida di sei squadre (Valencia, Liverpool, Inter, Chelsea, Napoli e Newcastle).
Personaggio molto pacato ma comunque esposto a polemiche e controversie, per sei volte è stato indicato come Manager of the Month e per due volte come Allenatore dell'anno UEFA. Ha legato principalmente la sua carriera al Liverpool, con cui ha raggiunto a distanza di due anni due finali di UEFA Champions League, la prima vinta nell'edizione 2004-2005 e la seconda persa nell'edizione 2006-2007; in entrambe le occasioni i Reds hanno affrontato in finale il Milan di Carlo Ancelotti.

## Biografia
Rafael Benitez nasce il 16 aprile 1960 a Madrid, figlio di Francisco e Rosaria. Ha un fratello maggiore e una sorella minore. Durante il periodo al Real Valladolid, Benitez conosce Maria de Montserrat con la quale convola a nozze nel 1998 e dalla quale avrà due figlie, la prima Claudia nata un anno dopo la loro unione nel 1999 a Madrid, mentre la seconda Agata nel 2002 nata a Valencia.

## Caratteristiche tecniche

### Allenatore
Benítez predilige il modulo 4-2-3-1, con squadre corte, aggressive in pressing e capaci di sfruttare interamente l'ampiezza del campo in fase di possesso. Ha costruito la sua carriera nel tempo pianificando nei minimi dettagli il suo metodo di allenamento investendo principalmente su strumenti tecnologici sempre più evoluti per migliorare l'analisi della partita e la comunicazione con i propri giocatori. Calcola dettagliatamente le intensità e le frequenze degli allenamenti ed ha l'abitudine di appuntare i cambiamenti di gioco su una lavagnetta. All'inizio della sua carriera ha usato il 4-4-2, ma nel 2001, anno della sua prima stagione al Valencia, ha cambiato i suoi schemi tattici dal 4-4-2 al definitivo 4-2-3-1 per far giocare stabilmente il trequartista Pablo Aimar tra le linee di centrocampo ed attacco, una posizione in cui l'argentino poteva sprigionare maggiormente il suo talento, arretrando così una delle due punte. Lo stesso modulo è stato impiegato dall'allenatore spagnolo anche al Liverpool, dove però Benítez si ritrova ad allenare un centrocampo con un po' più di qualità nel mezzo, con un regista come Xabi Alonso al posto di un mediano di rottura come David Albelda. L'unica vera grande costante è la difesa a 4, con esterni alti di ruolo capaci di dare equilibrio alla squadra.
Ha costruito la sua fama come "re di coppe", in quanto nel corso della sua carriera ne ha vinte 13; le sue squadre sono fondate sulla fisionomia, sulla compattezza della formazione e soprattutto sul turn-over, cioè sull'alternare continuamente i giocatori della rosa da mandare in campo per affrontare al meglio tutte le competizioni stagionali. Per questo motivo è probabilmente uno degli allenatori maggiormente da evitare in gare ad eliminazione diretta. Dal 2002 al 2014, infatti, ha messo in fila 90 sfide a eliminazione diretta (finali comprese), vincendone ben 66 (il 73%). È un allenatore che richiede il massimo potere nella gestione della squadra e tempo per poter garantire risultati adeguati alle aspettative della dirigenza. Nonostante ciò, in carriera ha mostrato molta duttilità, cercando sempre di adattare al meglio le proprie convinzioni tattiche in funzione degli elementi a disposizione in rosa o delle trattative di mercato, senza disdegnare all'occorrenza soluzioni diverse da quelle inizialmente concepite. Per rimanere fedele al suo modulo tattico, tuttavia, si è visto costretto ad adattare alcuni giocatori in nuove posizioni, come nel caso di Dirk Kuijt da attaccante ad ala destra, oppure Christian Chivu da difensore centrale a terzino sinistro.

## Carriera

### Giocatore
Benítez è un prodotto del vivaio del Real Madrid, club nel quale entra come giovane nel 1974; non riuscirà mai ad arrivare alla prima squadra e sarà pertanto utilizzato esclusivamente nella squadra satellite, il Castilla. Un infortunio al ginocchio, giocando con la selezione universitaria di Spagna nella Universiade del 1979 in Messico, gli fa saltare quasi completamente la stagione seguente. Nel 1981 si trasferisce al Parla, contribuendo alla promozione nella Segunda División B. Nel frattempo si iscrive come studente all'INEF, la facoltà sportiva dell'Università Politecnica di Madrid. Nel 1982 ottiene la laurea in Scienze Motorie pur continuando a giocare nel Parla fino al 1985, anno in cui firma per il Linares CF. Nella stagione 1985-1986 patisce ulteriori infortuni e per questo motivo decide di porre fine alla sua carriera da giocatore per dedicarsi a quella da allenatore.

### Allenatore

#### Gli esordi
Nel 1986 entra a far parte dello staff tecnico del Real Madrid. Fa esperienza con le formazioni Giovanili del Real Madrid dal 1986 al 1991, vincendo 6 trofei. Nel 1989 ottenne il patentino da allenatore e nell'estate del 1990 insegna alla UC Davis in California. Dal 1991 al 1993 allena gli Under-19 del Real Madrid e dal 1993 e il 1995 il Real Madrid B. Tra il 22 marzo 1991 e il 1995 è inoltre assistente degli allenatori del Real Antic, Beenhakker, Floro, Del Bosque e Valdano. La sua prima esperienza da allenatore di squadre non giovanili fuori dall'area tecnica del Real Madrid non è un successo. Benítez viene ingaggiato come tecnico del Real Valladolid per la stagione 1995-1996 in massima serie, ma viene esonerato dopo aver ottenuto 2 vittorie in 23 partite, con la squadra all'ultimo posto della Primera División. Nella stagione seguente passa all'Osasuna, in seconda serie, ma anche questa esperienza si conclude precocemente con un esonero dopo nove gare di campionato.
Nel 1997 viene ingaggiato dall'Extremadura e stavolta riesce a guidare la squadra alla promozione in massima serie, chiudendo il campionato da secondo in classifica dietro l'Alavés, con 23 vittorie in 42 partite. Tuttavia l'Extremadura rimane solo per un anno nella Liga: l'anno seguente retrocede dopo aver concluso il campionato al diciassettesimo posto ed aver perso il play-out con il Rayo Vallecano. Benítez quindi lascia la squadra per dedicarsi a studiare a livello teorico il mestiere dell'allenatore osservando club quali il Manchester United e l'Arsenal. Lavora anche come commentatore e analista per Eurosport, Marca, El Mundo Deportivo ed alcune tv locali di Madrid. Nel 2000 viene assunto come allenatore del Tenerife e con una squadra che annovera giocatori quali Mista, Curro Torres e Luis García ottiene una nuova promozione in Liga, chiudendo il campionato al terzo posto in classifica, dietro Siviglia e Betis.

#### Valencia
Nell'estate nel 2001 viene ingaggiato dal Valencia in sostituzione di Héctor Cúper, passato all'Inter. All'inizio preferisce usare il 4-4-2, con due punte di sacrificio come Angulo e Mista, e due esterni puri ai lati, il mancino Vicente a sinistra e Rufete a destra. Nel corso della stagione compie il suo più grande capolavoro tattico, imponendo alla squadra un modulo di gioco innovativo: il 4-2-3-1 che prediligeva in assoluto la posizione di Pablo Aimar che da trequartista si trasforma in un centrocampista aggiunto che fungendo da vertice alto del triangolo di centrocampo permette la superiorità numerica nella zona calda del campo. Il nuovo modulo segna una svolta nella stagione che si conclude con la vittoria della Liga. Benítez riporta il titolo nazionale nella città valenciana dopo 31 anni, ma soprattutto conquista il suo primo alloro personale. Nella stagione successiva la squadra non riesce a difendere il titolo di campione di Spagna chiudendo il campionato al quinto posto che assicura alla squadra un posto in Coppa UEFA. Nel corso della stagione Benítez esordisce in UEFA Champions League, dove il Valencia è eliminato dall'Inter nei quarti di finale.
Nella stagione seguente guida il Valencia al sesto titolo nazionale, bissando il successo di due stagioni prima e vincendo nel contempo il primo trofeo europeo con l'affermazione in Coppa UEFA, ottenuta superando per 2-0 in finale l'Olympique Marsiglia e anche il premio come allenatore dell'anno dalla UEFA per la stagione 2003-2004. Una settimana dopo il successo europeo, annuncia alla stampa la sua decisione di rifiutare l'offerta di prolungamento del contratto con il Valencia e la conseguente decisione di dimettersi con effetto immediato dalla guida tecnica del club spagnolo causata anche da incomprensioni sul calciomercato della squadra. Chiude la sua esperienza a Valencia con due titoli nazionali e una Coppa UEFA in tre stagioni.

#### Liverpool
(Rafael Benítez sulla città di Liverpool.)

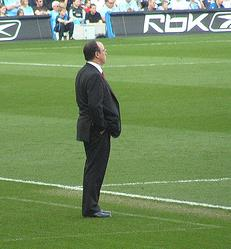
Rafael Benítez nel 2007

Nella stagione 2004-2005 si trasferisce al Liverpool, rilevando la panchina del club inglese da Gérard Houllier. Dopo aver convinto il capitano Steven Gerrard a rimanere con i Reds, Benítez pressa il club ad acquistare due giocatori provenienti dalla Liga spagnola (Luis García e Xabi Alonso) e riesce ad esaltare le doti del difensore Jamie Carragher. Il Liverpool termina la propria stagione con un quinto posto nella Premier League e con un secondo posto nella Football League Cup a causa della sconfitta per 3-2 contro il Chelsea nell'ultimo atto. In UEFA Champions League Benítez compie un capolavoro tattico, affidandosi soprattutto alla difesa e riportando i Reds in finale nella competizione dopo vent'anni di assenza. Qui la squadra affronta il favoritissimo Milan allenato da Carlo Ancelotti. Il primo tempo si chiude sul 3-0 in favore dei rossoneri, con un Liverpool incapace di macinare gioco ed impacciato soprattutto in difesa. Nel secondo tempo è lo stravolgimento tattico dell'allenatore spagnolo che permette ai suoi uomini di cambiare marcia: gli innesti di Šmicer (entrato nel primo tempo) e Hamann (entrato nella ripresa) e il cambio di posizione di Gerrard (più a destra in un ruolo di mezzo tra il terzino e il mediano) permettono agli inglesi di rimontare lo svantaggio e di imporsi ai rigori contro i rossoneri. Con questa vittoria, Benítez diventa il solo allenatore ad aver vinto la Coppa UEFA e la Champions League in due stagioni consecutive con due squadre differenti e riconquista il premio di allenatore dell'anno.

Il tecnico spagnolo comincia la stagione seguente vincendo la Supercoppa Europea in seguito alla vittoria ai danni dei russi del CSKA Mosca con il punteggio di 3-1. Dopo aver perso la finale della Coppa del mondo per club FIFA 2005 contro il San Paolo, il Liverpool vince la FA Cup ai rigori dopo il 3-3 contro il West Ham e chiude la stagione al terzo posto. In UEFA Champions League, invece, il Liverpool campione in carica esce sconfitto negli ottavi di finale per mano del Benfica.

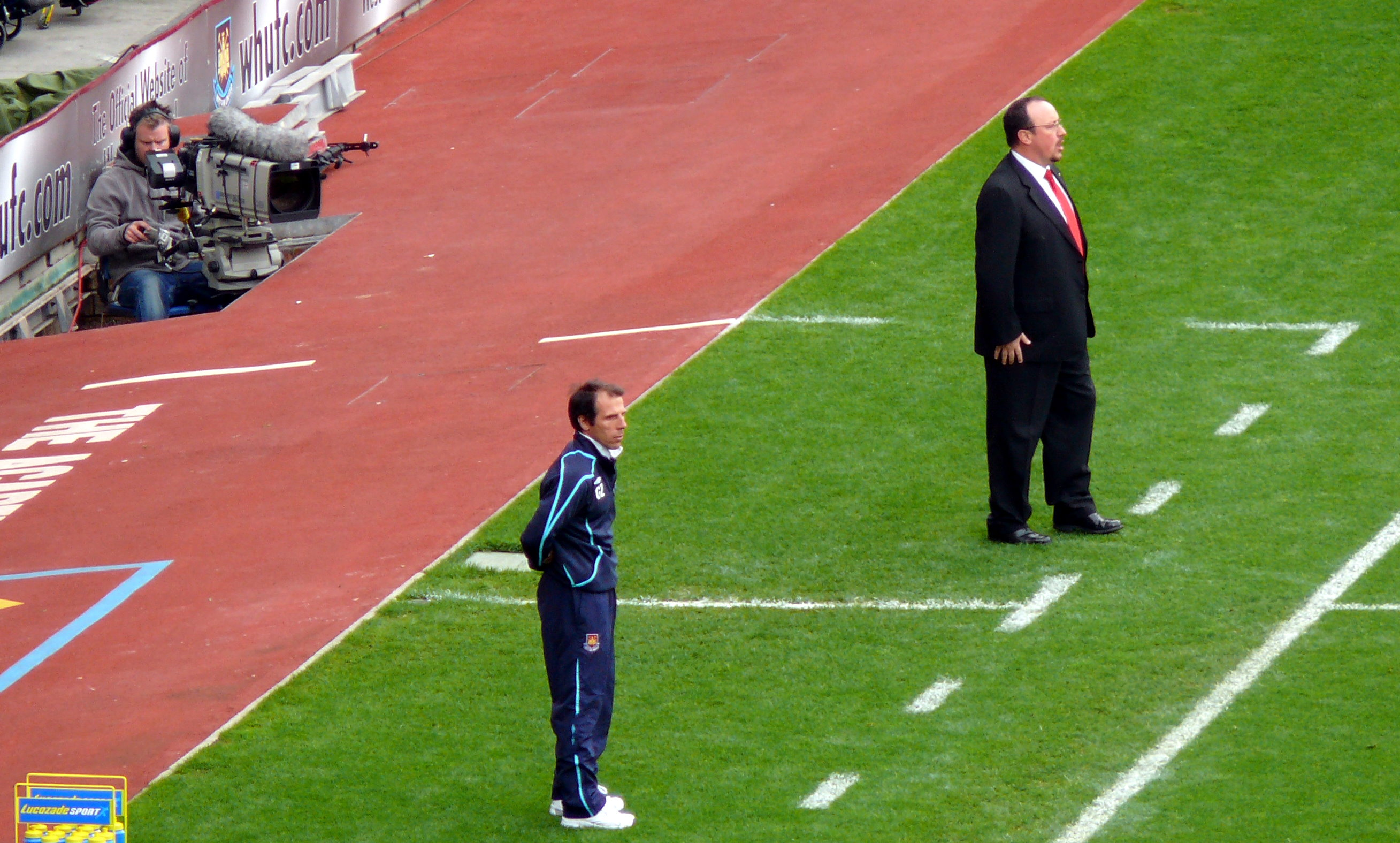
Rafael Benítez (sulla destra) e Gianfranco Zola durante West Ham- del 9 maggio 2009

 L'arrivo di Javier Mascherano a centrocampo nell'inverno del 2007 seguente permette all'allenatore di modificare la rosa e lo schieramento: lo spagnolo sposta il centrocampista argentino al centro del campo in qualità di uomo d'ordine, concede più libertà a Gerrard e rinuncia a une delle due punte, ma non ai due esterni di ruolo. La stagione 2006-2007 si apre con la vittoria in Community Shield per 2-1 contro il Chelsea. I Reds concludono la stagione al terzo posto e perdono la finale di Champions League contro il Milan per 2-1. Nella stagione 2007-2008 i reds raggiungono la quarta posizione in Premier League e la semifinale di Champions League dove però sono sconfitti dal Chelsea con il punteggio di 1-1 e di 2-3. Nelle ultime due stagioni alla guida del Liverpool ottiene rispettivamente il secondo e il settimo posto in Premier League, mentre in Champions League è eliminato rispettivamente nei quarti di finale (dal Chelsea) e nella fase a gironi (per mano di Fiorentina e Lione). Sempre nell'ultima stagione, a causa del terzo posto raggiunto nella fase a gironi di Champions League il Liverpool accede all'Europa League dove viene eliminato in semifinale dall'Atlético Madrid.
Il 3 giugno 2010 la società inglese, attraverso un comunicato sul proprio sito internet, annuncia la separazione consensuale con il tecnico, dopo sei stagioni caratterizzate dalla vittoria di una Community Shield, una Coppa d'Inghilterra, una Champions League ed una Supercoppa Europea; gli subentra Roy Hodgson.

#### Inter
Il 10 giugno 2010 diviene l'allenatore dell'Inter, firmando un contratto fino al 30 giugno 2012. A Milano sostituisce il portoghese José Mourinho, l'allenatore che solo qualche settimana prima aveva guidato i nerazzurri alla conquista di uno storico treble. Con Eto'o non più in forma a giocare nel ruolo di esterno sinistro e i giovani Biabiany e Coutinho ancora troppo inesperti, Benítez abbandona per la prima volta in carriera gli esterni alti e posiziona Pandev largo a sinistra. Più difficile è invece la collocazione in campo di Sneijder, giocatore mai a suo agio nel gioco del tecnico spagnolo. Il 21 agosto seguente, alla prima uscita ufficiale, arriva il primo trofeo: i nerazzurri conquistano la Supercoppa italiana vincendo contro la Roma per 3-1, grazie alla rete di Pandev e ad una doppietta di Eto'o. Meno fortunato è, sei giorni dopo, l'esordio a livello internazionale: l'Inter, infatti, esce sconfitta contro l'Atlético Madrid nell'incontro valevole per l'assegnazione della Supercoppa UEFA (2-0 il punteggio finale in favore dei madrileni). Dopo un inizio di stagione costellato da numerosi infortuni e prestazioni altalenanti, che ne mettono in dubbio la permanenza sulla panchina nerazzurra (dopo 15 giornate l'Inter campione d'Italia e d'Europa in carica è a ben 10 punti dalla vetta), il 18 dicembre 2010 conduce la squadra alla conquista della Coppa del Mondo per club, battendo in finale per 3-0 i congolesi del TP Mazembe; Benítez riporta in tal modo l'Inter al titolo mondiale dopo 45 anni, consegnandole il suo terzo titolo iridato. Cinque giorni dopo il trionfo, il 23 dicembre, la società milanese, tramite un comunicato ufficiale sul proprio sito internet, annuncia la risoluzione consensuale del rapporto con il tecnico. A rimpiazzarlo, dal 24 dicembre, è il brasiliano Leonardo, ex allenatore del Milan.

#### Chelsea

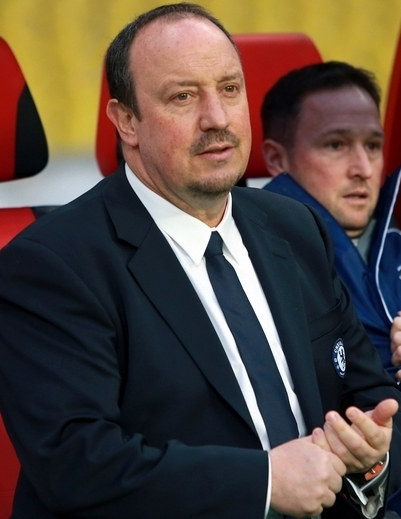
Rafael Benítez sulla panchina dei Blues nel 2013.

Il 21 novembre 2012, viene reso noto l'accordo con il Chelsea fino al termine della stagione in sostituzione dell'esonerato Roberto Di Matteo. L'esperienza sulla panchina dei Blues è vissuta con difficoltà: i tifosi lo criticano dagli spalti avvalendosi di striscioni e fischi. Per quanto riguarda la squadra, Benítez può vantare stavolta di una formazione molto offensiva con Lampard, i trequartisti Oscar e Mata e un giocatore d'equilibrio come Ramires, spesso usato con compiti più difensivi. La prima parte di stagione si rivela fallimentare, in quanto il Chelsea esce nella fase a gironi di Champions League da campione uscente, accedendo così all'Europa League; si tratta della prima volta nella storia in cui la detentrice del trofeo esce nella fase a gironi. In seguito la squadra perde per 1-0 la finale della Coppa del mondo per club contro il Corinthians. Al termine della stagione, Benítez conduce il Chelsea al terzo posto in Premier League e, il 15 maggio 2013, alla conquista dell'Europa League grazie alla vittoria per 2-1 contro il Benfica. Per il tecnico spagnolo si tratta del secondo successo personale in carriera e, insieme a Giovanni Trapattoni, José Mourinho e Unai Emery, diventa uno dei quattro allenatori a vincere il trofeo con due squadre diverse.

#### Napoli
Il 27 maggio 2013 viene ingaggiato come allenatore del  Napoli, firmando un contratto biennale (con opzione per il terzo anno) a 3,5 milioni di euro a stagione. Viene coadiuvato da uno staff tecnico composto da Fabio Pecchia in qualità di allenatore in seconda, Xavi Valero come preparatore dei portieri, Francisco de Miguel Moreno e Corrado Saccone - quest'ultimo già nello staff tecnico della precedente gestione di Walter Mazzarri - come preparatori atletici e gli analisti Antonio Gómez Pérez (per la tattica) e Pedro Jiménez Campos (per le squadre avversarie). Con l'avvento del tecnico spagnolo, il Napoli subisce una profonda metamorfosi nella sua struttura base, passando dal 3-4-2-1 al 4-2-3-1. Difficile è l'utilizzo dello slovacco Marek Hamšík, impiegato da Benítez come trequartista centrale, non sempre con grandi risultati.

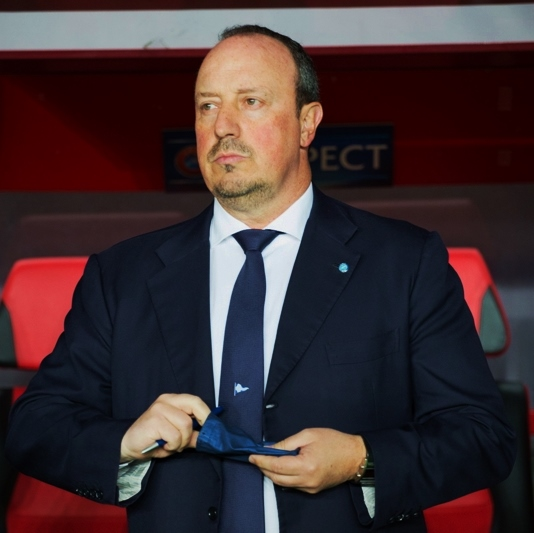
Benítez sulla panchina del Napoli durante la semifinale contro il Dnipro in Europa League.

Debutta sulla panchina azzurra il 25 agosto 2013, alla prima di campionato, con una vittoria (3-0) sul Bologna. Il 3 maggio 2014 vince il primo trofeo con il Napoli, conquistando la Coppa Italia con un 3 a 1 ai danni della Fiorentina nella finale allo Stadio Olimpico di Roma, confermandosi vincente nella stagione d'esordio come già accaduto alla guida di Valencia, Liverpool, Inter e Chelsea. Conclude la sua prima stagione con la società partenopea portando la squadra a un 3º posto finale in campionato stabilendo il proprio primato assoluto di gol segnati e di vittorie ottenute in trasferta
Nel settembre 2014 partecipa al Forum UEFA Allenatori Club d'Èlite, dove riceve una targhetta commemorativa per le 100 partite disputate in Champions League.
Dopo un calciomercato sotto le aspettative e con vari giocatori in partenza, la squadra non riesce a ripetere un buon inizio di stagione ed esce nei preliminari di UEFA Champions League contro l'Athletic Bilbao, accedendo così in Europa League. Il 22 dicembre vince la Supercoppa italiana contro la Juventus, secondo successo personale in questa competizione e decimo trofeo complessivo in carriera, a parte i titoli nazionali. Questo trofeo sarà l'unica consolazione stagionale, poiché la squadra partenopea conclude l'annata al quinto posto in campionato a causa della sconfitta interna contro la Lazio per 2-4 ed esce in semifinale sia in Coppa Italia che in Europa League.
Con il contratto in scadenza a giugno, il 28 maggio, in una conferenza stampa congiunta con il presidente Aurelio De Laurentiis, Benítez annuncia la scelta di abbandonare la guida tecnica del Napoli dopo due anni. Il 1º giugno lascia definitivamente i partenopei; al suo posto viene ingaggiato Maurizio Sarri.

#### Real Madrid

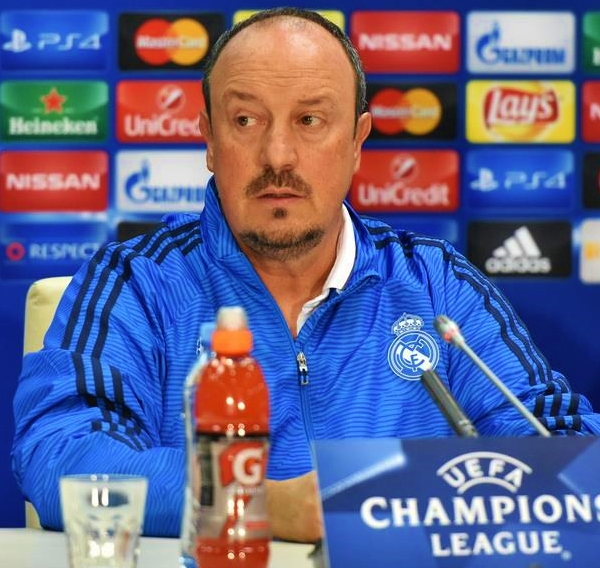
Benítez durante una conferenza stampa al Real Madrid.

Il 3 giugno 2015 viene annunciato come nuovo tecnico del Real Madrid, in sostituzione di Carlo Ancelotti, con cui firma un contratto triennale da 5,2 milioni di euro netti a stagione, e lo stesso giorno viene presentato alla stampa. Benitez diventa così il quarto allenatore nato a Madrid a guidare i blancos dopo Paco Bru, Miguel Muñoz e Mariano García Remón. Per quanto riguarda lo staff tecnico lo segue il vice Fabio Pecchia. Esordisce sulla panchina dei Blancos con un pareggio a reti inviolate contro lo Sporting Gijón.
Il 4 gennaio 2016, dopo il pareggio per 2-2 a Valencia, è esonerato, lasciando la squadra a 4 punti dalla vetta, qualificato agli ottavi di Champions ed eliminato per un disguido burocratico dalla Copa del Rey; viene sostituito da Zinédine Zidane, fino a quel momento tecnico del Real Madrid Castilla, la seconda squadra del club spagnolo.

#### Newcastle United
Il 10 marzo 2016, in seguito al licenziamento di Steve McClaren, la dirigenza del Newcastle United, in quel momento al penultimo posto in Premier League, mette Benítez sotto contratto per un periodo iniziale di dieci incontri (fino alla fine della stagione), contratto che prevede il rinnovo triennale in caso di salvezza. L'11 maggio 2016 il Newcastle retrocede con una giornata di anticipo rispetto alla fine del campionato, condannato dalla vittoria e dalla salvezza conseguita dal Sunderland (3-0) nel recupero con l'Everton. Benítez è confermato sulla panchina dei Magpies anche per la stagione successiva in Championship, che il tecnico spagnolo vince in rimonta nei confronti del Brighton all'ultima giornata di campionato, riportando immediatamente il Newcastle in prima divisione. Nel giugno 2019, a pochi giorni dalla scadenza del suo contratto, rifiuta il prolungamento offertogli dalla squadra bianconera e lascia la panchina dei Magpies dopo poco più di 3 anni.

#### Dalian Yifang
Il 2 luglio 2019 viene ufficializzato come nuovo allenatore dei cinesi del Dalian Yifang con un contratto da 13,5 milioni di euro l’anno. Arriva subito alla semifinale di Coppa di Cina perdendo contro lo Shangai Shenhua mentre termina il campionato al 10º posto.
L’anno seguente nella Coppa di Cina viene eliminato già al primo turno per mano dello Shandong Taishan mentre nella Super League 2020 arriva 12º. 
Lascerà il club cinese nel gennaio del 2021 per motivi personali.

#### Everton
Il 30 giugno 2021 firma un contratto triennale con l'Everton. A causa del suo passato alla guida dei rivali cittadini del Liverpool non viene accolto bene dai tifosi, che espongono anche uno striscione con scritte pesanti minacce nei suoi confronti. Il 16 gennaio 2022, all'indomani della sconfitta esterna contro il Norwich City, viene esonerato dopo aver vinto una sola partita delle ultime 13 e con la squadra al 16º posto a 6 punti dalla zona retrocessione.

#### Celta Vigo
Il 23 giugno 2023 viene annunciato il suo ritorno in Spagna sulla panchina del Celta Vigo, nell'anno del centenario del club, con cui sottoscrive un contratto di tre stagioni.
Dopo aver raccolto 24 punti in 24 partite, il 12 marzo 2024 viene esonerato con la squadra al  17º posto.

## Controversie

### Dirigenze
Essendo, come già accennato, un tecnico che richiede potere assoluto nella gestione della squadra, è spesso entrato in contrasto con la dirigenza delle società che allenava per questioni legate principalmente al mercato. Questi motivi hanno condizionato la permanenza del tecnico sulle panchine di Valencia, Liverpool e Inter. Nel 2004 lascia il Valencia per incomprensioni sul calciomercato della squadra, dichiarando: «Speravo in un divano (difensore) e mi hanno portato una lampada (Fabián Canobbio, centrocampista)». Nel 2007, dopo la finale di UEFA Champions League contro il Milan, accusa i proprietari del Liverpool, gli industriali americani Tom Hicks e George N. Gillett, Jr, di non impegnarsi nel calciomercato, dichiarando: «I proprietari mi dicano se loro vogliono vincere la Premier e la Champions League. Noi abbiamo bisogno di fare le cose più velocemente di Chelsea e United. Se noi non possiamo spendere i soldi, cambiano le cose, proviamo a migliorare in molte aree ma noi potremmo lottare per il quarto posto. I proprietari mi capiscono e mi sostengono e dicono che mi sosterranno, ma se non modifichiamo alcuni aspetti fondamentali non potremmo competere». Dopo queste dichiarazioni, Hicks e Gillet hanno invitato lo spagnolo a concentrarsi solo sulla squadra ed a non interferire sulle questioni societarie. Nel dicembre 2010, Benítez lascia l'Inter dicendosi tradito dall'allora presidente nerazzurro Massimo Moratti, reo di non aver rispettato le sue richieste di mercato, criticando anche il fatto che il presidente fosse troppo innamorato dei suoi giocatori neo vincitori del triplete dichiarando che gli era stata lasciata una squadra di "vecchietti" ormai sazi dei loro successi.

### Allenatori
Benítez ha avuto alcuni diverbi e litigi con Alex Ferguson, famoso allenatore scozzese che guidò il Manchester United per 27 anni, dal 1986 al 2013. Il 9 gennaio 2009 Benítez accusa il collega di condizionare gli arbitri e di tenere in panchina atteggiamenti intimidatori. La sfuriata del tecnico spagnolo, noto per i propri modi pacati, ha colto tutto il mondo del calcio di sorpresa. Ferguson ha ribattuto insultando il gioco tattico del collega e poi attaccandolo direttamente con parole di scherno e di sarcasmo. Ad esempio, in un'intervista rilasciata nel 2012, l'allenatore del Manchester United definisce Benítez come un allenatore "fortunato" («potrebbe esibire due Mondiali per club nel suo curriculum senza aver avuto nulla a che fare con le due squadre vincitrici Inter e Chelsea»). Difficile anche il rapporto con José Mourinho, con cui è stato protagonista di alcune polemiche. Celebri le parole di Mourinho nel 2010, anno in cui Benítez gli subentrò sulla panchina nerazzurra: «Benítez non dovrà faticare come ho fatto io, perché in un mese ha la possibilità di vincere tre trofei: la Supercoppa italiana, la Supercoppa europea e il Mondiale per club. Un allenatore che arriva in un nuovo club di solito deve costruire la squadra, mentre Benítez si trova tutto pronto, società e giocatori. Il suo non è un lavoro, ma un sogno».

### Altro
Il 12 maggio 2015 il tecnico spagnolo viene squalificato per una giornata di Serie A per avere, al termine della gara Parma-Napoli, uscendo dal terreno di gioco, esclamato ad alta voce «questo è il calcio italiano di me**a». La frase è stata rilevata dagli ispettori della Procura FIGC e ha provocato numerosi malumori nel calcio italiano.

## Statistiche

### Statistiche da allenatore
Statistiche aggiornate al 12 marzo 2024. In grassetto le competizioni vinte.
| Stagione             | Squadra              | Campionato           | Campionato | Campionato | Campionato | Campionato | Coppe nazionali | Coppe nazionali | Coppe nazionali | Coppe nazionali | Coppe nazionali | Coppe continentali | Coppe continentali | Coppe continentali | Coppe continentali | Coppe continentali | Altre coppe | Altre coppe | Altre coppe | Altre coppe | Altre coppe | Totale | Totale | Totale | Totale | % Vittorie | Piazzamento      |
| Stagione             | Squadra              | Comp                 | G          | V          | N          | P          | Comp            | G               | V               | N               | P               | Comp               | G                  | V                  | N                  | P                  | Comp        | G           | V           | N           | P           | G      | V      | N      | P      | %          | Piazzamento      |
| -------------------- | -------------------- | -------------------- | ---------- | ---------- | ---------- | ---------- | --------------- | --------------- | --------------- | --------------- | --------------- | ------------------ | ------------------ | ------------------ | ------------------ | ------------------ | ----------- | ----------- | ----------- | ----------- | ----------- | ------ | ------ | ------ | ------ | ---------- | ---------------- |
| 1993-1994            | Real Madrid B        | SD                   | 27         | 13         | 5          | 9          | -               | -               | -               | -               | -               | -                  | -                  | -                  | -                  | -                  | -           | -           | -           | -           | -           | 27     | 13     | 5      | 9      | 48,15      | 6º               |
| 1994-1995            | Real Madrid B        | SD                   | 38         | 13         | 13         | 12         | -               | -               | -               | -               | -               | -                  | -                  | -                  | -                  | -                  | -           | -           | -           | -           | -           | 38     | 13     | 13     | 12     | 34,21      | 8º               |
| Totale Real Madrid B | Totale Real Madrid B | Totale Real Madrid B | 65         | 26         | 18         | 21         |                 | -               | -               | -               | -               |                    | -                  | -                  | -                  | -                  |             | -           | -           | -           | -           | 65     | 26     | 18     | 21     | 40,00      |                  |
| 1995-gen. 1996       | Valladolid           | PD                   | 23         | 2          | 8          | 13         | CR              | 6               | 3               | 2               | 1               | -                  | -                  | -                  | -                  | -                  | -           | -           | -           | -           | -           | 29     | 5      | 10     | 14     | 17,24      | Eson.            |
| ago.-nov. 1996       | Osasuna              | SD                   | 9          | 1          | 4          | 4          | CR              | 2               | 2               | 0               | 0               | -                  | -                  | -                  | -                  | -                  | -           | -           | -           | -           | -           | 11     | 3      | 4      | 4      | 27,27      | Eson.            |
| 1997-1998            | Extremadura          | SD                   | 42         | 23         | 10         | 9          | CR              | 8               | 4               | 2               | 2               | -                  | -                  | -                  | -                  | -                  | -           | -           | -           | -           | -           | 50     | 27     | 12     | 11     | 54,00      | 2º (prom.)       |
| 1998-1999            | Extremadura          | PD                   | 38+2       | 9+0        | 12+0       | 17+2       | CR              | 2               | 0               | 2               | 0               | -                  | -                  | -                  | -                  | -                  | -           | -           | -           | -           | -           | 42     | 9      | 14     | 19     | 21,43      | 17º (retr.)      |
| Totale Extremadura   | Totale Extremadura   | Totale Extremadura   | 80+2       | 32+0       | 22+0       | 26+2       |                 | 10              | 4               | 4               | 2               |                    | -                  | -                  | -                  | -                  |             | -           | -           | -           | -           | 92     | 36     | 26     | 30     | 39,13      |                  |
| 2000-2001            | Tenerife             | SD                   | 42         | 21         | 11         | 10         | CR              | 4               | 2               | 0               | 2               | -                  | -                  | -                  | -                  | -                  | -           | -           | -           | -           | -           | 46     | 23     | 11     | 12     | 50,00      | 3º (prom.)       |
| 2001-2002            | Valencia             | PD                   | 38         | 21         | 12         | 5          | CR              | 1               | 1               | 0               | 0               | CU                 | 10                 | 5                  | 3                  | 2                  | -           | -           | -           | -           | -           | 49     | 27     | 15     | 7      | 55,10      | 1º               |
| 2002-2003            | Valencia             | PD                   | 38         | 17         | 9          | 12         | CR              | 2               | 0               | 2               | 0               | UCL                | 14                 | 8                  | 4                  | 2                  | SS          | 2           | 0           | 0           | 2           | 56     | 25     | 15     | 16     | 44,64      | 5º               |
| 2003-2004            | Valencia             | PD                   | 38         | 23         | 8          | 7          | CR              | 6               | 3               | 1               | 2               | CU                 | 13                 | 10                 | 2                  | 1                  | -           | -           | -           | -           | -           | 57     | 36     | 11     | 10     | 63,16      | 1º               |
| Totale Valencia      | Totale Valencia      | Totale Valencia      | 114        | 61         | 29         | 24         |                 | 9               | 4               | 3               | 2               |                    | 37                 | 23                 | 9                  | 5                  |             | 2           | 0           | 0           | 2           | 162    | 88     | 41     | 33     | 54,32      |                  |
| 2004-2005            | Liverpool            | PL                   | 38         | 17         | 7          | 14         | FACup+CdL       | 1+6             | 0+4             | 0+1             | 1+1             | UCL                | 15                 | 9                  | 3                  | 3                  |             |             |             |             |             | 60     | 30     | 11     | 19     | 50,00      | 5º               |
| 2005-2006            | Liverpool            | PL                   | 38         | 25         | 7          | 6          | FACup+CdL       | 6+1             | 6+0             | 0+0             | 0+1             | UCL                | 14                 | 8                  | 3                  | 3                  | SU+CmC      | 1+2         | 1+1         | 0+0         | 0+1         | 62     | 41     | 10     | 11     | 66,13      | 3º               |
| 2006-2007            | Liverpool            | PL                   | 38         | 20         | 8          | 10         | FACup+CdL       | 1+3             | 0+2             | 0+0             | 1+1             | UCL                | 15                 | 9                  | 2                  | 4                  | CS          | 1           | 1           | 0           | 0           | 58     | 32     | 10     | 16     | 55,17      | 3º               |
| 2007-2008            | Liverpool            | PL                   | 38         | 21         | 13         | 4          | FACup+CdL       | 4+3             | 2+2             | 1+0             | 1+1             | UCL                | 14                 | 8                  | 3                  | 3                  | -           | -           | -           | -           | -           | 59     | 33     | 17     | 9      | 55,93      | 4º               |
| 2008-2009            | Liverpool            | PL                   | 38         | 25         | 11         | 2          | FACup+CdL       | 3+2             | 1+1             | 1+0             | 1+1             | UCL                | 12                 | 7                  | 4                  | 1                  | -           | -           | -           | -           | -           | 55     | 34     | 16     | 5      | 61,82      | 2º               |
| 2009-2010            | Liverpool            | PL                   | 38         | 18         | 9          | 11         | FACup+CdL       | 2+2             | 0+1             | 1+0             | 1+1             | UCL+UEL            | 6+8                | 2+5                | 1+0                | 3+3                | -           | -           | -           | -           | -           | 56     | 26     | 11     | 19     | 46,43      | 7º               |
| Totale Liverpool     | Totale Liverpool     | Totale Liverpool     | 228        | 126        | 55         | 47         |                 | 34              | 19              | 4               | 11              |                    | 84                 | 48                 | 16                 | 20                 |             | 4           | 3           | 0           | 1           | 350    | 196    | 75     | 79     | 56,00      |                  |
| ago.-dic. 2010       | Inter                | A                    | 15         | 6          | 5          | 4          | CI              | 0               | 0               | 0               | 0               | UCL                | 6                  | 3                  | 1                  | 2                  | SI+SU+CmC   | 4           | 1+0+2       | 0+0+0       | 0+1+0       | 25     | 12     | 6      | 7      | 48,00      | Resc. cons.      |
| nov. 2012-2013       | Chelsea              | PL                   | 26         | 15         | 6          | 5          | FACup+CdL       | 7+3             | 4+1             | 2+1             | 1+1             | UCL+UEL            | 1+9                | 1+6                | 0+1                | 0+2                | CmC         | 2           | 1           | 0           | 1           | 48     | 28     | 10     | 10     | 58,33      | Sub.,3º          |
| 2013-2014            | Napoli               | A                    | 38         | 23         | 9          | 6          | CI              | 5               | 4               | 0               | 1               | UCL+UEL            | 6+4                | 4+1                | 0+2                | 2+1                | -           | -           | -           | -           | -           | 53     | 32     | 11     | 10     | 60,38      | 3º               |
| 2014-2015            | Napoli               | A                    | 38         | 18         | 9          | 11         | CI              | 4               | 1               | 2               | 1               | UCL+UEL            | 2+14               | 0+8                | 1+4                | 1+2                | SI          | 1           | 0           | 1           | 0           | 59     | 27     | 17     | 15     | 45,76      | 5º               |
| Totale Napoli        | Totale Napoli        | Totale Napoli        | 76         | 41         | 18         | 17         |                 | 9               | 5               | 2               | 2               |                    | 26                 | 13                 | 7                  | 6                  |             | 1           | 0           | 1           | 0           | 112    | 59     | 28     | 25     | 52,68      |                  |
| 2015-gen. 2016       | Real Madrid          | PD                   | 18         | 11         | 4          | 3          | CR              | 1               | 1               | 0               | 0               | UCL                | 6                  | 5                  | 1                  | 0                  | -           | -           | -           | -           | -           | 25     | 17     | 5      | 3      | 68,00      | Eson.            |
| mar.-giu. 2016       | Newcastle Utd        | PL                   | 10         | 3          | 4          | 3          | FACup+CdL       | 0               | 0               | 0               | 0               | -                  | -                  | -                  | -                  | -                  | -           | -           | -           | -           | -           | 10     | 3      | 4      | 3      | 30,00      | Sub.,18º (retr.) |
| 2016-2017            | Newcastle Utd        | FLC                  | 46         | 29         | 7          | 10         | FACup+CdL       | 3+4             | 1+3             | 1+1             | 1+0             | -                  | -                  | -                  | -                  | -                  | -           | -           | -           | -           | -           | 53     | 33     | 9      | 11     | 62,26      | 1º (prom.)       |
| 2017-2018            | Newcastle Utd        | PL                   | 38         | 12         | 8          | 18         | FACup+CdL       | 2+1             | 1+0             | 0+0             | 1+1             | -                  | -                  | -                  | -                  | -                  | -           | -           | -           | -           | -           | 41     | 13     | 8      | 20     | 31,71      | 10º              |
| 2018-2019            | Newcastle Utd        | PL                   | 38         | 12         | 9          | 17         | FACup+CdL       | 3+1             | 1+0             | 1+0             | 1+1             | -                  | -                  | -                  | -                  | -                  | -           | -           | -           | -           | -           | 42     | 13     | 10     | 19     | 30,95      | 13º              |
| Totale Newcastle Utd | Totale Newcastle Utd | Totale Newcastle Utd | 131        | 57         | 28         | 48         |                 | 14              | 6               | 3               | 5               |                    | -                  | -                  | -                  | -                  |             | -           | -           | -           | -           | 146    | 63     | 30     | 54     | 43,15      |                  |
| lug.-dic. 2019       | Dalian Yifang        | CSL                  | 15         | 6          | 3          | 6          | CdC             | 2               | 1               | 0               | 1               | -                  | -                  | -                  | -                  | -                  | -           | -           | -           | -           | -           | 17     | 7      | 3      | 7      | 41,18      | Sub.,10º         |
| 2020                 | Dalian Yifang        | CSL                  | 14+6       | 2+3        | 5+0        | 7+3        | CdC             | 1               | 0               | 0               | 1               | -                  | -                  | -                  | -                  | -                  | -           | -           | -           | -           | -           | 21     | 5      | 5      | 11     | 23,81      | 12º              |
| Dalian Yifang        | Dalian Yifang        | Dalian Yifang        | 29+6       | 8+3        | 8+0        | 13+3       |                 | 3               | 1               | 0               | 2               |                    | -                  | -                  | -                  | -                  |             | -           | -           | -           | -           | 38     | 12     | 8      | 18     | 31,58      |                  |
| 2021-gen. 2022       | Everton              | PL                   | 19         | 5          | 4          | 10         | FACup+CdL       | 1+2             | 1+1             | 0+0             | 0+1             | -                  | -                  | -                  | -                  | -                  | -           | -           | -           | -           | -           | 22     | 7      | 4      | 11     | 31,82      | Eson.            |
| 2023-mar. 2024       | Celta Vigo           | PD                   | 28         | 5          | 9          | 14         | CR              | 5               | 4               | 0               | 1               | -                  | -                  | -                  | -                  | -                  | -           | -           | -           | -           | -           | 33     | 9      | 9      | 15     | 27,27      | Eson.            |
| Totale carriera      | Totale carriera      | Totale carriera      | 887        | 410        | 224        | 253        |                 | 108             | 56              | 21              | 31              |                    | 169                | 99                 | 35                 | 35                 |             | 13          | 7           | 1           | 5           | 1 177  | 572    | 281    | 324    | 48,60      |                  |

## Palmarès

### Giocatore
- Tercera División: 1

Parla: 1981-1982

### Allenatore

#### Club

##### Competizioni giovanili
- Campionato spagnolo Under-19

Real Madrid: 1992-1993
- Coppa di Spagna Under-19: 2

Real Madrid: 1990-1991, 1992-1993

##### Competizioni nazionali
- Campionato spagnolo: 2

Valencia: 2001-2002, 2003-2004
- Coppa d'Inghilterra: 1

Liverpool: 2005-2006
- Community Shield: 1

Liverpool: 2006
- Supercoppa italiana: 2

Inter: 2010
Napoli: 2014
- Coppa Italia: 1

Napoli: 2013-2014
- Campionato inglese di seconda divisione: 1

Newcastle United: 2016-2017

##### Competizioni internazionali
- Coppa UEFA/Europa League: 2

Valencia: 2003-2004
Chelsea: 2012-2013
- UEFA Champions League: 1

Liverpool: 2004-2005
- Supercoppa UEFA: 1

Liverpool: 2005
- Coppa del mondo per club: 1

Inter: 2010

#### Individuale
- Allenatore dell'anno del campionato spagnolo: 1

2001-2002
- Allenatore dell'anno UEFA: 2

2003-2004, 2004-2005